# Jacob Christian Friedrich Otto
Jacob Christian Friedrich Otto (* 2. März 1795 in Magdeburg; † 9. August 1869 ebenda) war ein preußischer Generalmajor und Direktor der Pulverfabrik in Spandau.

## Leben

### Herkunft
Seine Eltern waren Johann Christian Otto und dessen Ehefrau Dorothea Luise, geborene Dechand. Sein Vater war Drechslermeister und dann Botenmeister am Land- und Stadtgericht in Magdeburg.

### Militärkarriere
Otto besuchte das Domgymnasium Magdeburg und die Kunstschule. Magdeburg war von der Franzosen besetzt, Otto wurde eingezogen und kam zum Zeichnen in das Büro des Ingenieuroberst Baraillon. Mit der Übergabe der Festung an Preußen im Jahr 1814 wurde Otto wieder entlassen und verdingte sich nun als Hauslehrer.
Am 22. April 1815 trat er als Kanonier in die 7. Artillerie-Brigade der Preußischen Armee und avancierte bis Anfang Juli 1817 zum Sekondeleutnant. Am 11. April 1818 kam er als Abteilungsadjutant in die 3. Artillerie-Brigade und wurde ab Oktober 1819 für zwei Jahre zur weiteren Ausbildung an die Allgemeine Kriegsschule kommandiert. 1821 folgte seine Kommandierung als Assistent der Artillerie-Prüfungskommission. Mitte Oktober 1822 kehrte Otto als Adjutant zur 3. Artillerie-Brigade zurück und stieg Ende April 1831 zum Premierleutnant auf. Am 30. Juni 1831 wurde er erneut als Assistent zur Artillerie-Prüfungskommission kommandiert. Am 29. Mai 1837 wurde er Mitglied der Artillerie-Prüfungskommission und der Garde-Artillerie-Brigade aggregiert. Am 2. Oktober 1837 zum Hauptmann befördert, wurde er am 2. Juli 1840 in die Artillerieabteilung des Kriegsministeriums kommandiert. Von dort wurde er am 21. November 1844 als Direktor in die Pulverfabrik nach Neiße kommandiert. Unter Stellung à la suite des Garde-Artillerie-Regiments avancierte Otto am 24. Dezember 1850 zum Major. Am 22. Juni 1852 wurde er als Direktor der Pulverfabrik nach Spandau versetzt und leitete dort Versuche zur Nutzung von Schießbaumwolle. Diese Versuche wurden nach einer Selbstzündung am 4. Dezember 1862 aufgegeben. Am 15. Oktober 1856 wurde er Oberstleutnant und am 5. März 1857 mit dem Ritterkreuz des Ritterordens der hl. Mauritius und Lazarus ausgezeichnet. Am 31. Mai 1859 erhielt er den Charakter als Oberst. Am 1. Februar 1861 wurde er für vier Monate nach Österreich abkommandiert, um die dortige Verwendung von Schießbaumwolle zu beobachten. In dieser Zeit erhielt er den Orden der Eisernen Krone II. Klasse. Nach seiner Rückkehr bekam er am 18. Oktober 1861 sein Patent als Oberst. Am 18. Juni 1865 wurde er unter Belassung in seiner Stellung mit dem Charakter als Generalmajor zu den Offizieren der Armee versetzt. Unter Verleihung des Roten Adlerordens III. Klasse mit Schleife wurde Otto am 1. August 1868 mit Pension verabschiedet. Er starb am 9. August 1869 in Magdeburg.
In seiner Beurteilung aus dem Jahr 1838 heißt es: „Ein Offizier von ausgezeichneten mathematischen und recht guten artilleristischen Kenntnissen, daher seine gegenwärtige Stellung als Mitglied der Artillerie-Prüfungskommission seine  Kräften vollkommen entspricht. Nach dem Urteil des Präses der gedachten Kommission ist er ein guter, recht brauchbarer Offizier.“

### Familie
Otto heiratete am 21. April 1830 in Magdeburg Pauline Susanne Wilhelmine Auguste Niesner (1804–1876), eine Tochter des Bildhauers und Polizeikommissars Carl August Niesner.